# Scipione Rebiba
Scipio kardinál Rebiba (3. února 1504, San Marco d'Alunzio, Sicílie – 23. července 1577, Řím) byl italský duchovní, biskup a kardinál. U většiny žijících katolických biskupů stojí na počátku jejich biskupské genealogie, neboť se nepodařilo v pramenech dohledat světitele tohoto preláta.